# إلين كيرش
إلين كيرش (بالإنجليزية: Ellen Church) (22 سبتمبر 1904 - 22 أغسطس 1965)، مضيفة طيران.

## حياتها
ولدت إلين في كريسكو، أيوا. بعد تخرجها من مدرسة كريسكو الثانوية، درست إلين التمريض وعملت في مستشفى في سان فرانسيسكو. كانت طيارة وممرضة مسجلة. لم يكن مدير مكتب بوينغ للنقل الجوي في سان فرانسيسكو ستيف ستيمبسون، يعاملها كطيارة، ولكنه وافق على اقتراحها بوضع الممرضات على متن الطائرات لتهدئة مخاوف الجمهور من الطيران. في عام 1930، استأجرت BAT إلين كمديرة مضيفة، ووظفت سبعة آخرين لفترة تجريبية لمدة ثلاثة أشهر.
كان من شروط الشركة لقبول الممرضات أن تكون الواحدة أصغر من 25 سنة وتزن أقل من 115 رطلاً [52 كجم] ؛ وطولها أقل من 5 أقدام، 4 بوصات [1.63 م] ". بالإضافة على قدرتها في المساعدة في نقل الأمتعة. كان الراتب جيدًا: 125 دولارًا في الشهر.
أصبحت إلين مضيفة طيران (أول مضيفة للطيران كانت الألمانية هاينريش كوبيس في عام 1912). وفي 15 مايو 1930، شرعت في طائرة بوينغ 80 في رحلة مدتها 20 ساعة من أوكلاند (كاليفورنيا) / سان فرانسيسكو إلى شيكاغو مع 14 راكبًا. وكان طيار الرحلة هو إلري بورجي جيبسن.
كان لفكرة وجود مضيفات طيران نجاحًا مدويًا - حيث اتبعت شركات الطيران الأخرى نموذج BAT على مدار السنوات القليلة المقبلة.
تعرضت إلين لإصابة من حادث سيارة أنهت حياتها المهنية بعد 18 شهرًا. حصلت على درجة البكالوريوس في تعليم التمريض من جامعة منيسوتا واستأنفت التمريض. وفي عام 1936، أصبحت المشرفة على طب الأطفال في مستشفى مقاطعة ميلووكي. خلال الحرب العالمية الثانية، خدمت إلين في فيالق الجيش كممرضة طيران وحصلت على ميدالية طيران.
انتقلت إلى تيري هوت، إنديانا، حيث أصبحت مديرة التمريض وبعد ذلك مديرة في مستشفى الاتحاد.
في عام 1964، تزوجت من «ليونارد بريجز مارشال»، رئيس بنك تير هوت الأول الوطني.
توفيت إلين بسبب حادثة أثناء ركوبها للخيل في عام 1965.

## تكريمها
تم تسمية مطار بلدية كريسكو باسمها لتكريمها.

## وصلات خارجية
- Photo of a United Airlines Boeing 747 named "The Original Eight"